# Dohoagung
Dohoagung is een bestuurslaag in het regentschap Gresik van de provincie Oost-Java, Indonesië. Dohoagung telt 1674 inwoners (volkstelling 2010).